# Hessa
Heissa o Hessa és una illa situada al municipi d'Ålesund, al comtat de Møre og Romsdal, Noruega. És l'illa més occidental del municipi i és una de les principals illes de l'illa-ciutat d'Ålesund. L'illa està situada al sud-oest de l'illa d'Aspøya, al sud de les illes de Giske i Valderøya, a l'est de l'illa de Godøya, i al nord de l'illa de Sula. La muntanya més alta és Sukkertoppen, fa 314 metres i està situada al centre de l'illa.
L'illa conté principalment barris residencials concentrats al voltant de les àrees urbanes de Sævollen, Slinningen, i Skarbøvik. L'illa té una escola de primària i una escola de secundària. L'església de Skarbøvik és l'església principal dels residents de l'illa. El Parc de l'Atlàntic està situat a Hessa.